# Мост Эйфеля (Грузия)
Мост Эйфеля (груз. ეიფელის ხიდი) — железнодорожный виадук на участке Цагвери — Цеми узкоколейной железной дороги Боржоми — Бакуриани, построенный в 1902 году по проекту ателье Гюстава Эйфеля.
Железнодорожный мост-виадук через реку Цемисцкали был заказан Гюставу Эйфелю царской семьёй Романовых в рамках строительства железнодорожной линии Боржоми — Бакуриани. Комплектующие моста были доставлены из Франции в Грузию в 1902 году и смонтированы под руководством инженера Виссариона Кебурия.